# Gerald FitzGerald (9e comte de Kildare)
Pour les articles homonymes, voir Gerald FitzGerald et FitzGerald.
Gerald FitzGerald (1487 – 2 septembre 1534), 9e comte de Kildare, connu également sous le nom gaélique de  Gearóid Óg, fut une figure de Histoire de l'Irlande. Lord Deputy d'Irlande de 1513 à 1520 puis de 1524 à 1527 et enfin de 1532 à 1534 il est comme son père avant lui un véritable « roi sans couronne ».

## Biographie
Il est le fils de Gerald FitzGerald, 8e comte de Kildare, et d'Alison FitzEustace. En 1496, il est détenu comme otage à la cour de Henry VII comme gage de fidélité de son père.
Peu après son premier mariage, il est autorisé à quitter la cour et à rejoindre l'Irlande. L'année suivante, il est nommé « Lord High Treasurer ». En août 1504, il commande la réserve à la bataille de  Knockdoe, où son imprudence et son impétuosité causent quelques pertes. Il reçoit le titre de comte à la mort de son père, en 1513, et il est élu Lord Justice par le conseil. Peu après, Henry VIII le nomme Lord Deputy d'Irlande. Il le reste  de 1513 à 1520.
Quelques-uns des chefs irlandais ayant ravagé une partie du Pale à la fin de 1513, le comte bat O'Moore et ses partisans à Leix au début de 1514, puis, marchant vers le nord, prend le château de Cavan, tue O'Reilly et poursuit ses partisans dans les marais. Il retourne à Dublin chargé de butin. Cette action énergique est si chaudement approuvé par le roi, que celui-ci lui accorde les droits de douane des ports du comté de Down, droits qui sont rachetés par la Couronne en 1662 au 17e comte de Kildare.
En 1516, il envahit Imayle, et envoie comme cadeau au maire de Dublin la tête de Shane O'Toole, puis il pénètre dans le fief des O'Caroll d'Ely, de concert avec son beau-frère, le comte d'Ormond, et James, le fils du comte de Desmond. Ils s'emparent du château de Lemyvannan et le rasent, avant de prendre Clonmel et de retourner en décembre à Dublin, « chargés de butin, d'otages et d'honneurs ».
En mars 1517, il convoque un parlement à Dublin, puis envahit l'Ulster. Il prend d'assaut le château de Dundrum, marche sur Tyrone et prend Dungannon, « ramenant la tranquillité en Irlande ». Le 6 octobre de la même année, sa femme meurt à Lucan, et elle est enterrée à Kilcullen. L'année suivante, ses ennemis l'ayant accusé de mauvaise gestion, il nomme un remplaçant et part pour l'Angleterre. Il est exclu du gouvernement et le comte de Surrey est nommé à sa place. Il semble qu'il ait accompagné le roi en France en juin 1520 et qu'il soit présent au Camp du Drap d'Or, où il est remarqué par son allure et sa suite. À cette occasion, il rencontre Lady Elizabeth Grey, cousine du roi, avec qui il se marie quelques mois plus tard, gagnant ainsi une influence considérable à la cour.
Il exerce de nouveau la fonction de Lord Deputy d'Irlande de 1524 à 1527 puis à partir de 1532. Il est convoqué de nouveau à Londres au début de 1534, arrêté et enfermé à la Tour de Londres où il meurt le 2 septembre 1534.

## Unions et descendance
En 1503, âgé d'à peine 16 ans, il épouse Elizabeth Zouche (morte le 6 octobre 1517), fille de Sir John Zouche, qui lui donne un enfant: 
- Thomas Fitzgerald, 10e comte de Kildare,

Avec cette seconde femme Elizabeth Grey (morte après 1530), il a trois autres enfants : 
- Gerald FitzGerald, 11e comte de Kildare,
- Elizabeth FitzGerald (1527-1589) surnommée La Belle Geraldine (anglais The Fair Geraldine ): épouse de Sir Anthony Browne (mort en 1548) puis de Edouard Clinton 1er comte de Lincoln.
- Edouard FitzGerald, père de Gerald 14e comte de Kildare et de Thomas père de Georges  FitzGerald 16e comte de Kildare.